# Palaeamathes erythropsis
Palaeamathes erythropsis là một loài bướm đêm trong họ Noctuidae.